# 嬉野市立嬉野中学校
嬉野市立嬉野中学校（うれしのしりつ うれしのちゅうがっこう）は、佐賀県嬉野市嬉野町大字下宿甲にある市立の中学校。

## 概要
歴史
1947年（昭和22年）の学制改革の際に新制中学校として創立。現校名になったのは2006年（平成18年）。2022年（令和4年）に創立75周年を迎えた。
校訓
「今日の一日に最善を尽くそう」

校歌
1953年（昭和28年）制定。作詞は湯下誠一郎、作曲は陶山聡しによる。歌詞は2番まであり、両番の歌詞中に校名の「嬉野の中学校」が登場する。
校区
- 嬉野市立嬉野小学校区（今寺、下宿、内野内野山、温泉一区、温泉二区、温泉三区、温泉四区、嬉野医療センター、井手川内、下野、下吉田）
- 嬉野市立轟小学校区（湯野田、下不動、中不動、大舟、上不動、丹生川、俵坂、上岩屋（鹿谷地区を除く）、下岩屋一区、下岩屋二区、下岩屋三区）
- 嬉野市立大草野小学校区の一部（式浪、三坂[2]）

## 沿革
- 1947年（昭和22年）
  - 4月1日 - 学制改革が行われる。
    - 嬉野町国民学校初等科が「嬉野町立嬉野小学校」に改組・改称。
    - 嬉野町国民学校高等科が青年学校普通科とともに、新制中学校「嬉野町立嬉野中学校」に改組される。
      - 青年学校の校舎[3]（現在地）を東校舎（第一校舎）として本部を設置。
      - 嬉野小学校を西校舎（第二校舎）として、その教室を間借りする。

  - 5月3日 - 開校式を挙行。
  - 5月10日 - 育友会が発足。
- 1950年（昭和25年）2月 - 新校舎の完成により、全生徒を収容。小学校教室の間借り（西校舎・第二校舎の使用）を終了。
- 1953年（昭和28年）
  - 1月31日 - 校歌を制定。
  - 7月1日 - 制服を制定。
- 1957年（昭和32年）12月 - 校舎を改築。
- 1958年（昭和33年）6月 - 茶工場を新築移転。
- 1963年（昭和38年）4月1日 - 式浪・三坂地区が塩田町から嬉野町に編入されたことにより、当該地区の生徒が塩田町立塩田中学校から転入。
- 1965年（昭和40年）3月 - 体育館が完成。
- 1967年（昭和42年）2月 - 完全給食を開始。
- 1977年（昭和52年）2月 - 校旗を新調。
- 2006年（平成18年）1月1日 - 市町村合併により、「嬉野市立嬉野中学校」（現校名）に改称。

## 交通
最寄りの鉄道駅
- JR九州 西九州新幹線「嬉野温泉駅」

最寄りのバス停留所
- 下吉田線・嬉野線「嬉野中学校前」停留所

最寄りの幹線道路
- 国道34号
- 長崎県道・佐賀県道1号佐世保嬉野線・ 佐賀県道346号嬉野下宿塩田線 「みゆき公園」交差点
- 長崎自動車道 「嬉野IC」に近い。

## 周辺
- 下宿川
- 嬉野総合運動公園（通称 : みゆき公園）
  - 記念広場・球場・相撲場・梅林園・多目的運動広場・多目的運動広場2・球技場・テニスコート・朝日I&Rドーム

## 参考資料
- 「嬉野町史 下巻」（1979年（昭和54年）11月, 嬉野町史編さん執筆委員会）p.692～p.696